# Національний фольклорний музей Кореї
Національний фольклорний музей Кореї — національний музей у Південній Кореї, є одним із двох музеїв розташованих у палаці Кенбоккун району Чонногу в Сеулі. Експозиція музею присвячена традиційному життєвому устрою корейського народу з давніх часів до періоду Чосон. Входить до першої двадцятки найвідвідуваніших художніх музеїв світу.

## Історія створення
Створений 8 вересня 1945 року за участю уряду США, відкритий 25 квітня 1946 року під назвою Національний музей антропології. До 1975 року був поєднаний з Національним музеєм Кореї. 11 квітня 1975 року відкритий у старій будівлі Музею сучасного мистецтва на території палацу Кенбоккун під назвою Національний фольклорний музей Кореї. 17 лютого 1993 року переїхав на нинішнє місце в колишню будівлю Національного музею.

## Експозиція і відвідування
Експозиція музею розділена на три головних напрями — Історія корейського народу, Корейський спосіб життя і Життєвий цикл корейців часів періоду Чосон, окрім цього велика частина експозиції виставлена просто неба на території замку.
Розташовується в районі Чонногу на півночі Сеула. До музею можна добратися на метро, 3-тя лінія станція Кенбокгун, або 5-та лінія станція Кванхвамун. Вхід у музей безкоштовний. Вихідний день — вівторок. Час роботи з 9:00 до 17:00—19:00 (залежно від пори року).

## Фототека

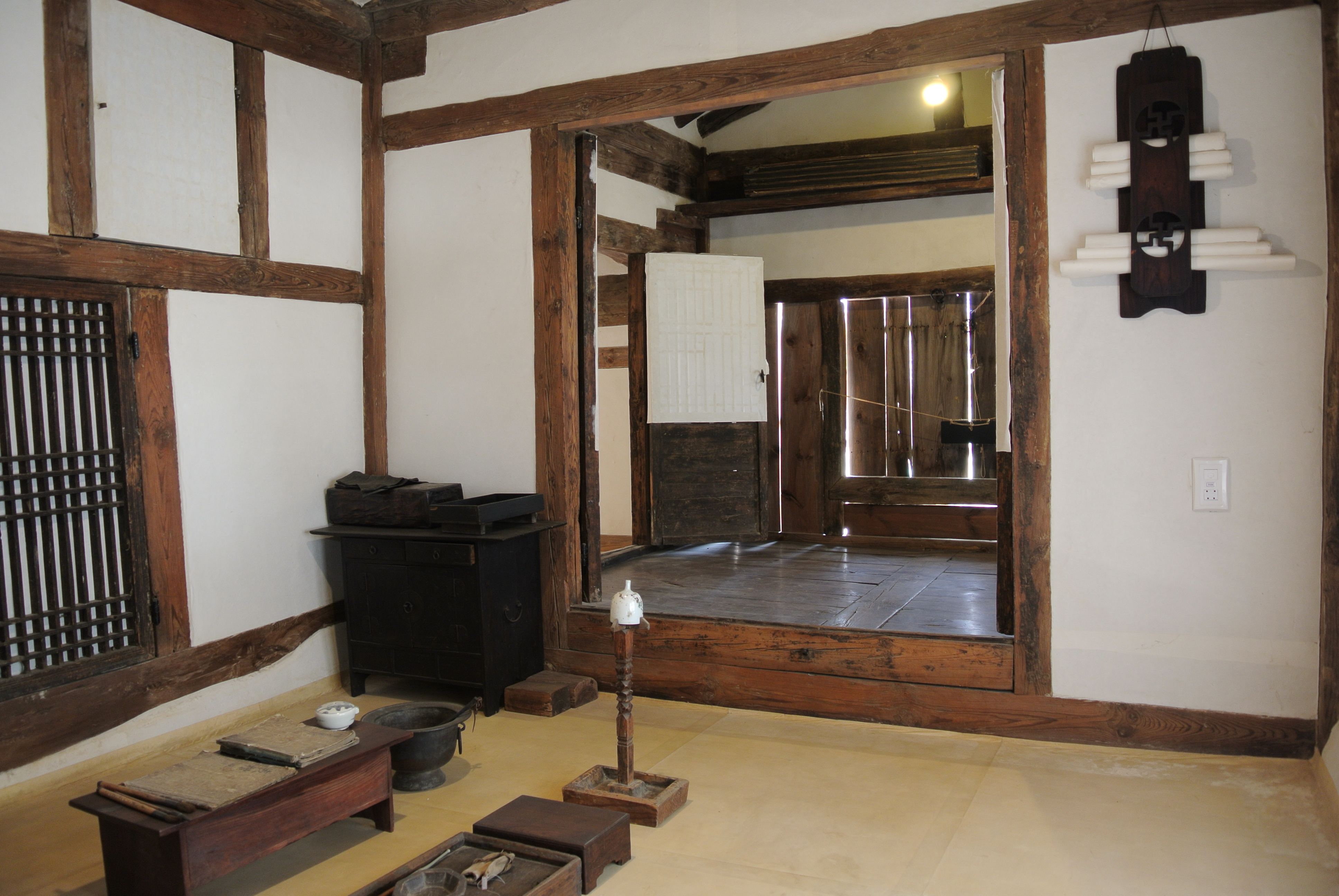
Интер’єр традиційного дому
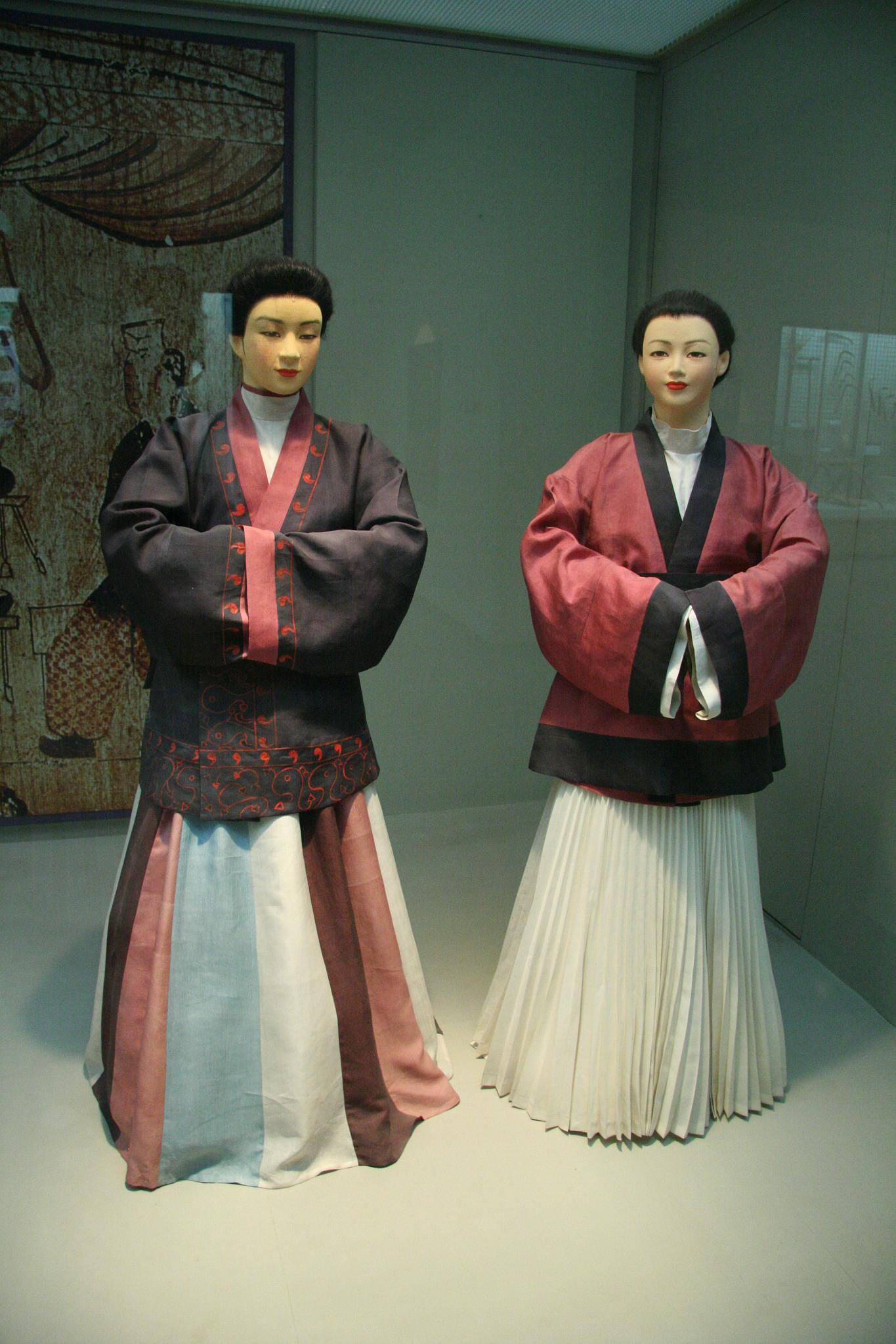
Ханбок
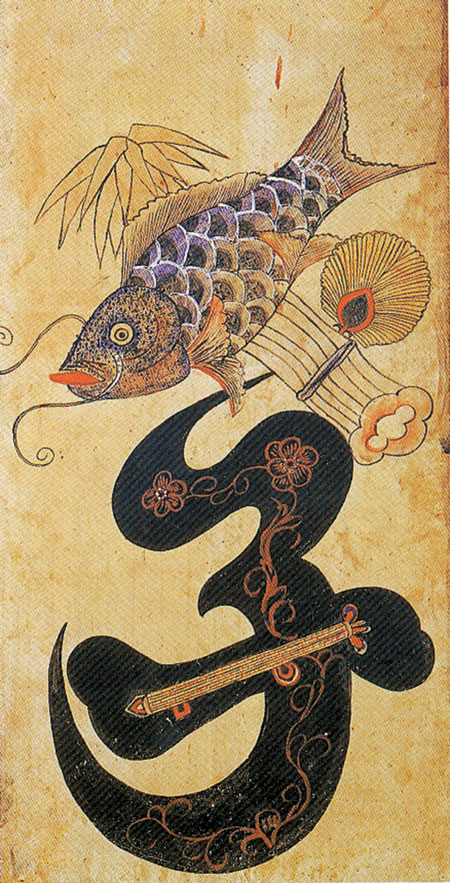
Картина епохи Чосон
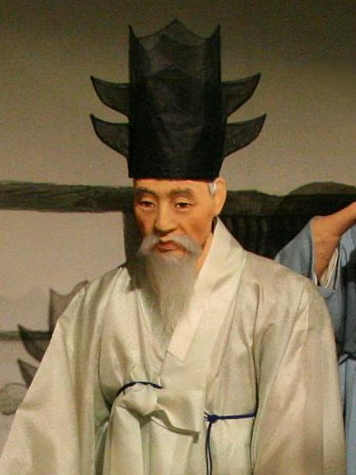
Старий у традиційному одязі

## Ресурси Інтернету
- Офіційний сайт (англ.) (нім.) (ісп.) (фр.) (кор.) (яп.) (кит.)
- Опис музею на сайті korinform.com